# 野ざらし紀行
『野ざらし紀行』（のざらしきこう）は、江戸時代中期の紀行文。松尾芭蕉著、1巻。芭蕉第1作目の紀行作品。

## 概要
1684年（貞享元年）8月、門人苗村千里を伴って深川の芭蕉庵を出立、東海道を上って伊勢・伊賀・大和を経て、以後は単独で吉野、9月下旬に美濃大垣、桑名・熱田・名古屋から伊賀上野に帰郷して越年、春の大和路をたどって京都へ出て、近江路から江戸への帰路のおよそ8ヶ月の紀行を題材とする。初稿本巻末に各地での付合を抄録した「酬和の句」を付載するなど、句集的性格を顕著に出している。再稿、三稿を経た後に芭蕉自筆に21画面の絵を入れた画巻本が作成され、門人中川濁子筆の清書画巻も伝わる。刊行されたのは1698年（元禄11年）『泊船集』所載のものが初めてである。
「猿を聞人捨子に秋の風いかに」のような破調句も見られるが、「山路来て何やらゆかしすみれ草」のような平明な句も得るなど、『虚栗』調を脱しようとする意図が感じられる。